# L'Araldo Telefonico
L'Araldo Telefonico è stata un'emittente di filodiffusione italiana, a partire dal 1909. Viene considerato l'antenato delle emittenti radiofoniche italiane.

## Storia
All'inizio del Novecento esistevano già altri esempi di trasmissioni telefoniche circolari (i cosiddetti "giornali telefonici"), come il Théâtrophone parigino, il Telefon Hírmondó di Budapest e l'Electrophone londinese.
L'ingegner Luigi Ranieri, rappresentante di prodotti tecnologici, nel 1909 riuscì ad ottenere una concessione del Ministero delle Poste per trasmettere notiziari e musica, attraverso linee telefoniche proprie, da una stazione centrale ad apparecchi che potevano esclusivamente ricevere il segnale costituiti da una cuffia. In questo modo la concessione non violava quelle rilasciate alle compagnie telefoniche, essendo caratteristico del telefono poter sia ricevere che trasmettere.
Le trasmissioni iniziarono il 19 luglio 1909 dallo studio di via Torino per la sola città di Roma.
Le trasmissioni furono sospese nel 1916 a causa del fallimento della società. Ripresero nel 1922, quando furono impiantate anche le stazioni di Milano e, nel  1921, di Bologna.
Nel 1923 Luigi Ranieri fondò una stazione radiofonica, il Radio Araldo. Inizialmente l'Araldo Telefonico conservò un vantaggio sulle stazioni radiofoniche, in quanto aveva stipulato contratti di esclusiva con i teatri più importanti.
Negli ultimi anni i sistemi di telefonia circolare non producevano più programmi, ma si limitavano a diffondere i programmi radiofonici locali attraverso linee telefoniche a chi volesse evitare l'acquisto di un apparecchio radio. Il servizio di Bologna fu l'ultimo a rimanere operativo, sopravvivendo fino al 1943, benché il numero di abbonati si fosse ridotto ad appena cento.

## Programmi
L'annunciatrice dell'Araldo Telefonico era Maria Luisa Boncompagni, che successivamente passerà all'URI e all'EIAR.
Le trasmissioni iniziavano alle 8.00 di mattina. Ogni ora veniva letto un notiziario, predisposto dall'agenzia Stefani, e in particolare alle 13.00 e alle 15.00 venivano comunicate le aperture e le chiusure dei titoli di borsa. Alle 12.00 veniva dato il segnale orario in diretta dall'osservatorio astronomico del Collegio Romano.
Particolare rilievo aveva la programmazione musicale e L'Araldo Telefonico poteva trasmettere musica in diretta sia dal proprio studio che grazie ai collegamenti esclusivi via cavo con l'Augusteo e l'Accademia di Santa Cecilia per la sinfonica, con il Teatro Costanzi per la lirica, con il Teatro Quirino e il Teatro Adriano per le operette, con i caffè-concerto Faraglia e Moderno, con la pagoda del Pincio, dove si esibiva la banda comunale.
L'Araldo Telefonico trasmetteva inoltre novelle e brani di romanzi, recensioni, corsi di lingue.
Si trattava di un palinsesto che prefigurava già quelli che sarebbero stati trasmessi dalla radio negli anni venti.
Potevano essere diffuse anche trasmissioni straordinarie, in occasione di eventi particolari, con l'allestimento di vere e proprie radiocronache ante litteram. Ad esempio, per il rientro di D'Annunzio in Italia dall'"esilio" di Arcachon fu organizzata una grande sfilata per le strade di Roma, dalla stazione ferroviaria al Campidoglio. L'Araldo Telefonico distribuì dei giornalisti lungo il percorso, che scrivessero la cronaca e consegnassero i "pezzi" ad alcuni ragazzi che li portavano di corsa alla redazione dove venivano letti.
L'abbonamento annuale all'Araldo telefonico costava 5 lire, cui bisognava aggiungere al momento dell'iscrizione 15 lire per l'impianto dell'apparecchio ricevente. Gli abbonati arrivarono a 1.315 nel 1913, fra di essi figuravano la regina Margherita e Benito Mussolini.